# 1959 au Maroc
Chronologie du Maroc
- 1955
- 1956
- 1957
- 1958
- 1959
- 1960
- 1961
- 1962
- 1963

Cet article présente les faits marquants de l'année 1959 au Maroc ou relatifs au Maroc.

## Événements
- 27 mars : création par la France du Fonds d’aide et de coopération (FAC), en remplacement du FIDES[1]. La France signera 138 conventions ou accords de coopération avec les nouveaux États de l’Afrique noire et 164 conventions ou accords de coopération avec les États du Maghreb, dont 72 pour l’Algérie, 49 pour le Maroc et 44 pour la Tunisie entre juillet 1959 et le 17 juillet 1963.
- 6 septembre : scission au sein de l’Istiqlal au Maroc. Mehdi Ben Barka fonde l’Union nationale des forces populaires[2].
- 8 septembre : première Conférence Syndicale Panafricaine à Casablanca[3].

## Sports
- La Coupe du Maroc de football 1958-1959, également nommée Coupe du Trône est la troisième édition de la compétition.
- La Coupe du Maroc de football 1959-1960, également nommée Coupe du Trône est la quatrième édition de la compétition.
- La saison 1958-1959 des FAR de Rabat est la toute première saison de l'histoire du club. Le club participe à la seconde division et est par ailleurs engagé en coupe du Trône. Mohamed Chtouki commence sa première saison en tant qu'entraîneur et devient donc le premier entraîneur du club militaire.
- La saison 1959-1960 des FAR de Rabat e est la seconde de l'histoire du club. Elle débute alors que les militaires ont réussi à monter en première division lors de la saison précédente. Guy Cluseau entame sa première saison en tant qu'entraîneur des FAR de Rabat. Le club est par ailleurs engagé en coupe du Trône.